# 當代譯本
當代譯本（英語：Chinese Contemporary Bible）是國際聖經協會（Biblica Inc.）於1979年從希伯來文及希臘文原文聖經翻譯而成的中文聖經譯本。
歷經多次修正(2005, 2007, 2012, 2015) ，聖經當代譯本修訂版新約繁體版於2015年出版，新舊約全書繁體版於2016年出版。

## 特色
採用意義對等、行文流暢、貼近華人的翻譯原則，適合初信者、新讀者。
- 語意清晰
- 翻譯準確
- 現代用語
- 古詞新譯
- 避免用字遣詞誤差
- 避免語意模糊不清

## 外部連結
- 聖經當代譯本修訂版 繁體中文版 （页面存档备份，存于）
- 《中文聖經翻譯史》(聖經．中文．翻譯) （页面存档备份，存于）
- 《當代譯本》(聖經．中文．翻譯) （页面存档备份，存于）

1. ↑  .   [2016-12-06]. （原始内容存档于2016-12-20）.